# Arbeitsgericht Limburg

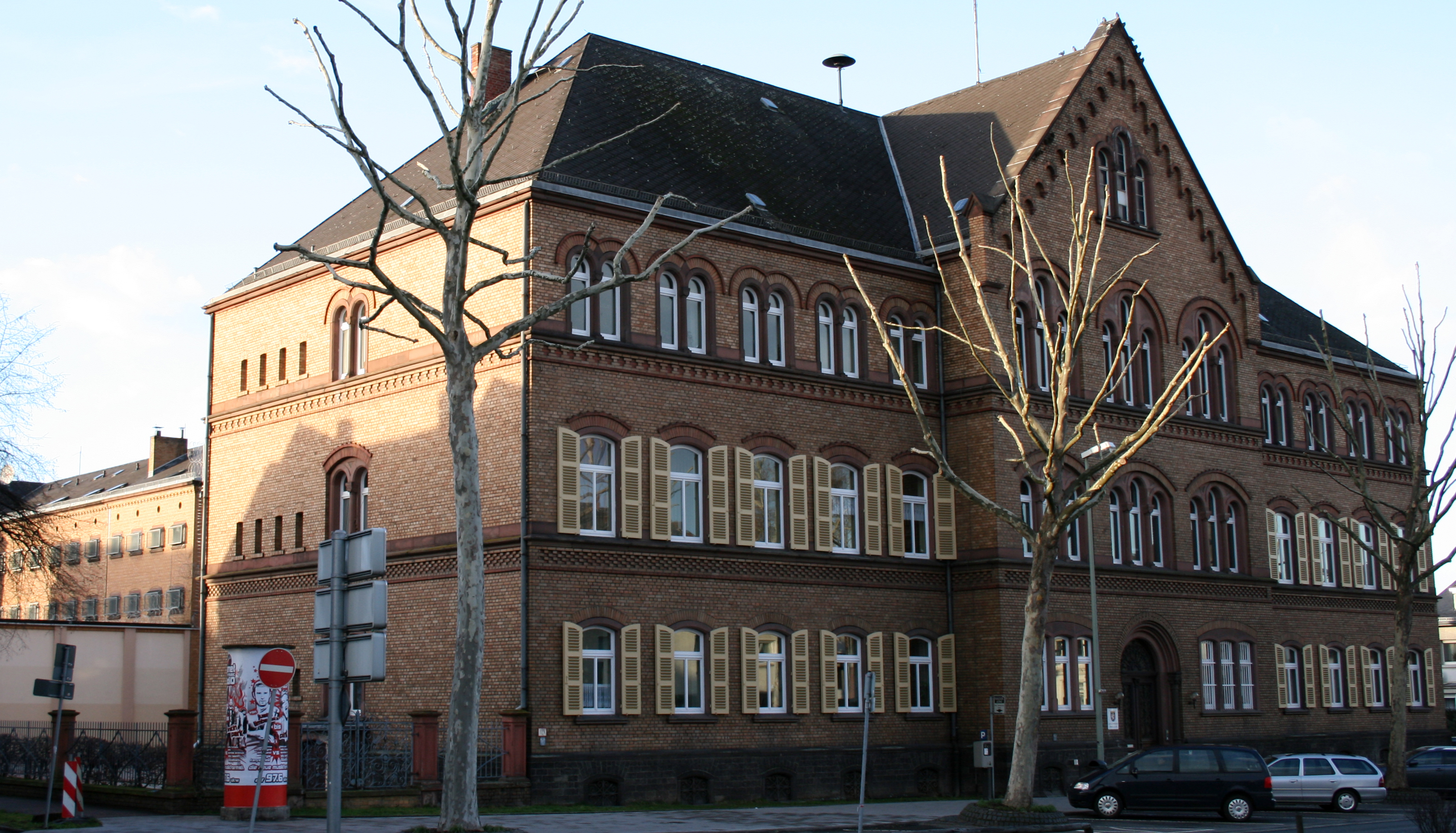
Gebäude des Arbeitsgerichts Limburg

Das Arbeitsgericht Limburg war eines von ehemals zwölf hessischen Gerichten der Arbeitsgerichtsbarkeit.

## Geschichte
Gemäß Arbeitsgerichtsgesetz vom 23. Dezember 1926 wurden in Deutschland Arbeitsgerichte gebildet. Diese waren nur in der ersten Instanz unabhängig, die Landesarbeitsgerichte waren den Landgerichten zugeordnet. Am Landgericht Frankfurt am Main entstand so 1927 das Landesarbeitsgericht Frankfurt am Main als einziges Landesarbeitsgericht im Bezirk des Oberlandesgerichtes Frankfurt am Main. In Limburg entstand das Arbeitsgericht Limburg. Sein Sprengel umfasste den Bezirke der Amtsgerichte Diez, Hadamar, Camberg, Katzenelnbogen, Limburg, Montabaur, Runkel und Wallmerod. Es bestand eine gemeinsame Kammer für Arbeiter und Angestellte sowie eine Kammer für Handwerk. Gemäß Kontrollratsgesetz 21 vom 30. März 1946 sollten in Deutschland Arbeitsgerichte aufgebaut werden. Für das Groß-Hessen entstand 1946 das Hessische Landesarbeitsgericht, ebenfalls in Frankfurt am Main, in Limburg wurde das Arbeitsgericht Limburg wieder errichtet. Sein Sprengel umfasste erneut die Amtsgerichtsbezirke Diez, Hadamar, Camberg, Katzenelnbogen, Limburg, Montabaur, Runkel und Wallmerod.
Das Arbeitsgericht Limburg wurde zum 31. Dezember 2011 geschlossen. Seit dem 1. Januar 2012 ist das Arbeitsgericht Wiesbaden für die Fälle des ehemaligen Limburger Gerichtsbezirks zuständig.

## Gerichtssitz und -bezirk
Das Gericht hatte seinen Sitz im mittelhessischen Limburg an der Lahn in der Straße Schiede 14.
Das Arbeitsgericht Limburg war örtlich zuständig für Rechtsstreitigkeiten aus den Amtsgerichtsbezirken Limburg und Weilburg.
Die sachliche Zuständigkeit ergab sich aus dem Arbeitsgerichtsgesetz.

## Übergeordnete Gerichte
Dem Arbeitsgericht Limburg waren das Hessische Landesarbeitsgericht und im weiteren Rechtszug das Bundesarbeitsgericht übergeordnet.